# Густав Вінекен
Густав Адольф Вінекен (нім. Gustav Adolf Wyneken; нар. 19 березня 1875, Штаде, Провінція Ганновер — пом. 8 грудня 1964, Ґетінґен, Нижня Саксонія) — німецький педагог, прихильник «нового виховання».

## Діяльність
У 1906 році спільно з Паулем Гехебом заснував у Віккерсдорфі «вільну шкільну общину» — сільський інтернат, близький за типом до шкіл прихильників «нового виховання». Тут було запроваджено спільне навчання хлопців і дівчат. 
Викладання мало світський характер. Велика увага в цьому навчальному закладі приділялася виробленню навичок колективної праці, формуванню молодіжної культури, вільної від авторитаризму дорослих. Крім традиційних предметних уроків, практикувалися творчі заняття та трудове навчання, зокрема праця на городі, в саду, в майстернях.
В організації навчально-виховного процесу Густав Віннекен великого значення надавав засвоєнню учнями технічних навичок та вмінь. 

## Вибрані твори
- «Коло ідей вільної шкільної общини»
- «Завдання нової школи»